# Riu Ticino
El riu Ticino (Tessin en alemany i francès, Tisín, Tesìn o Tzìch en llombard i piemontès, antigament Ticinus en llatí) és un riu del sud de Suïssa i del nord d'Itàlia, el principal tributari del Po per volum d'aigua i, en termes absoluts, el segon riu més cabalós d'Itàlia després d'aquest darrer. La seva longitud total és de 248 km.

## Naixement i curs
La seva font principal és al capdamunt de la vall de Bedretto, al Passo della Novena, a uns 2.480 metres sobre el nivell del mar, mentre que una altra font és propera a l'Hospici del Sant Gotard, i s'uneix a l'altra a Airolo. Altres fonts n'esmenten solament la font principal.
Tradicionalment, el curs del Ticino es divideix en tres parts: la part de muntanya, o Ticino superior, que discorre durant 91 km per territori suís; la part lacustre, que correspon al llac Maggiore, part a Suïssa i part a Itàlia, amb un total de 47 km, i la part de planura, o Ticino inferior, entre Sesto Calende i el Po, amb 110 km, travessant la Plana padana, entre el Piemont i la Llombardia. Tot aquest tram inferior, fins a la desembocadura al Po, forma part de dos parcs naturals: el Parc Natural llombard de la vall del Ticino (Parco naturale lombardo della Valle del Ticino), fundat el 1974 i que fou el primer parc regional a Itàlia, a la part llombarda, i el Parc Natural de la vall del Ticino (Parco naturale della Valle del Ticino, actualment Ente di gestione delle aree protette del Ticino e del Lago Maggiore), fundat el 1978, a la part piemontesa.
Al llarg del seu curs, el Ticino discorre pel cantó homònim, a la part suïssa, i a quatre províncies italianes: la de Varese, la de Novara, la de Milà i la de Pavia.

### Ticino superior
Després d'Airolo, el riu recorre la Valle Leventina, on flueix sovint encaixonat entre les roques (congosts de Stalvedro i del Mont Piottino); en aquest tram recull les aigües de nombrosos petits afluents. A Biasca, el Ticino rep el riu Brenno per l'esquerra i recorre la Valle Riviera, passa per Bellinzona i recull les aigües del Moesa, el seu principal tributari en aquest tram, i el Morobbia. A continuació, el riu entra a la Plana de Magadino, on flueix acanalat gairebé fins al petit delta que forma en la desembocadura al llac Maggiore. Poc abans de desiguar al llac, on arriba amb un cabal de 69 m³/s, rep les aigües d'un bon nombre d'afluents menors.

### Llac Maggiore
En el seu tram lacustre, el Ticino entra a Itàlia i rep les aigües de diversos afluents, que desaigüen directament en el llac, alguns important com ara la Maggia, el Toce (el tributari més important)), la Verzasca, el Tresa (les aigües del qual provenen del llac de Lugano) i el Bardello, emissari del llac de Varese. Finalment, el llac desaigua al Ticino inferior, que n'és l'únic emissari.

### Ticino inferior

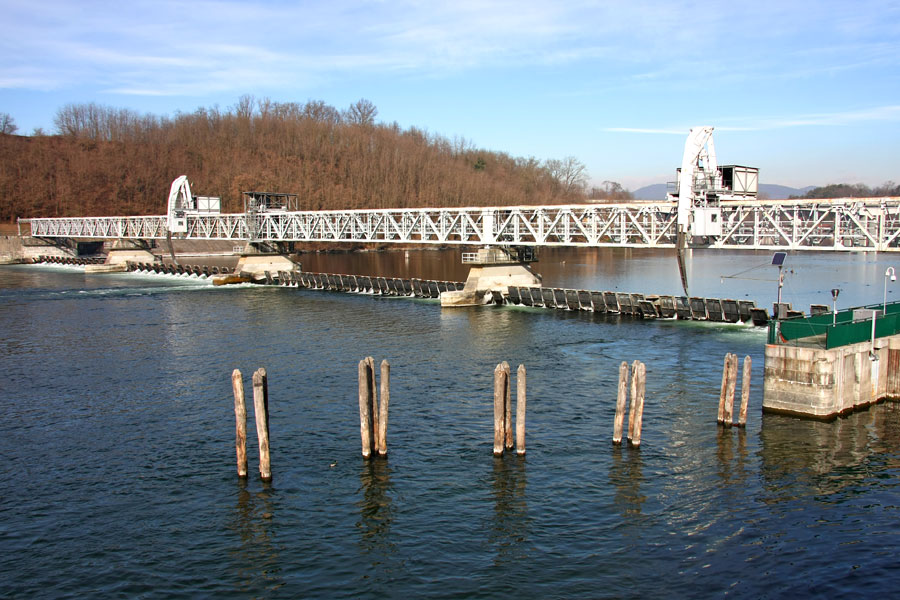
La represa de Miorina

Aquest tram s'inicia al pont de Sesto Calende, des d'on es dirigeix cap al sud-est, fent de separació natural entre el Piemont i la Llombardia. Aigües avall de Sesto Calende, el riu es troba amb la represa de Miorina, que regula la sortida del llac Maggiore. Una mica més avall, en l'embassament de Porto della Torre, el Ticino cedeix part del seu cabal al Canal Regina Elena, que rega els camps de la província de Novara. Immediatament després, en terres de Somma Lombardo, la represa de Panperduto canalitza la majoria de les aigües del Ticino, que alimenten el Canal Villoresi i el Canal Industrial.
El riu, privat de gran part de les seves aigües, flueix per una àmplia llera alimentant alguns petits canals, tant en Piemont com en Llombardia, que antigament feien funcionar les pales dels molins, avui dia abandonats.
Al pont d'Oleggio es troba l'embassament Paladella, avui en desús, que antigament era el punt de partida del Naviglio Grande. Avui dia, aquest primer tram del naviglio ja no s'utilitza i és sempre sec; actualment, el punt de partida del Naviglio Grande és a Turbigo (o a Tornavento segons altres fonts) i prové del Canale Industriale, el qual, abans de cedir una bona part de les seves aigües al naviglio, alimenta les centrals hidroelèctriques de Vizzola (a Vizzola Ticino), de Tornavento (a Lonate Pozzolo) i Castelli (a Turbigo). Les aigües del Canale Industriale que no passen al Naviglio Grande tornen al Ticino, alimentant una altra central, la de Turbigo Inferiore. Poc abans, però, el riu alimenta el Naviglio Langosco, que flueix pel Piemont, i alguns quilòmetres més avall alimenta també el Naviglio Sforzesco, el qual, després d'alimentar la central hidroelèctrica de Vigevano, es divideix en dues branques, una de les quals s'utilitza per a la irrigació dels camps, mentre que l'altra torna al Ticino. Prop d'Abbiategrasso, el riu entra plenament en la Llombardia, deixant així de marcar el límit amb el Piemont.
Més avall, prop de Motta Visconti, el riu torna a tenir una única llera; des del pont d'Oleggio fins a aquest punt les seves aigües es repartien de manera natural en nombroses branques secundàries i meandres, creant també les anomenades lanche, antigues branques del Ticino que, amb el decurs del temps, foren abandonades per les aigües; aquestes àrees han esdevingut així zones humides en què la fauna i la flora són exuberants. Aigües avall, a Bereguardo es pot travessar el Ticino mitjançant un famós pont de barca, l'únic que queda al riu. Poc després, al sud, el riu travessa la ciutat de Pavia, separant el centre històric de la frazione de Borgo Ticino. Finalment, al Ponte della Becca, el Ticino desaigua al Po dins del terme municipal de Linarolo.
Els afluents del Ticino inferior són pocs i generalment de poc cabal: el torrent Lenza, a Sesto Calende; el torrent Strona a Somma Lombardo; el torrent Arno a Castano Primo; el Canale del Latte a Turbigo; el Canale Cavour a Galliate; la Roggia Cerana a Cerano; el Canale Scolmatore di Nord Ovest (que recull les aigües sobreres dels rius Olona i Seveso) a Abbiategrasso; el Naviglio di Bereguardo a Bereguardo; i el Naviglio Pavese, el Canale Gravellone i la Roggia Vernavola a Pavia.

## Fauna aqüícola
El Tincino acull una biodiversitat extraordinària; en les seves aigües s'hi poden trobar més de 40 espècies de peixos, tot i que algunes d'elles, com ara la marmorata (Salmo trutta marmoratus) o el salmònid Thymallus thymallus, es troben en declivi.

### Espècies nadiues
| - Acipenser naccarii - Alburnus alburnus - Anguilla anguilla - Barbus caninus - Barbus plebejus - Chondrostoma genei - Chondrostoma soetta - Cobitis bilineata - Cottus gobio - Cyprinus carpio | - Esox lucius - Gasterosteus aculeatus - Gobio gobio - Knipowitschia punctatissima - Lethenteron zanandreai - Leuciscus muticellus - Lota lota - Padogobius bonelli - Perca fluviatilis - Phoxinus phoxinus | - Rutilus aula - Rutilus pigus - Sabanejewia larvata - Salmo trutta marmoratus - Scardinius erythrophthalmus - Squalius cephalus - Thymallus thymallus - Tinca tinca |

### Espècies introduïdes
| - Abramis brama - Aspius aspius - Barbus barbus - Carassius auratus - Gambusia affinis | - Lepomis gibbosus - Micropterus salmoides - Misgurnus anguillicaudatus - Oncorhynchus mykiss - Pseudorasbora parva | - Rhodeus sericeus - Rutilus rutilus - Sander lucioperca - Silurus glanis |

## Règim hidrològic i economia
El Ticino, gràcies al seu gran cabdal, té una gran importància per al regadiu i representa una important font d'energia elèctrica. Tot i que ocupa solament el 4t lloc quant als afluents més llargs del Po, després de l'Adda, l'Oglio i el Tanaro, i el 3r lloc quant a la superfície de la conca, després del Tanaro i l'Adda, és de llarg el més cabdalós en qualsevol estació de l'any, ja sigui considerant el seu cabal mitjà a la desembocadura (més de 350 m³/s), el seu cabal mínim (54 m³/s a l'estiu), o al seu cabal màxim (5.000 m³/s), fins al punt que la seva aportació hídrica i el seu règim són enormement determinants per al Po, ja que en representa d'un 20 a un 50% del cabdal.
En territori italià, el Ticino alimenta diversos canals artificials, com ara el Naviglio Grande, que des de l'època medieval va tenir gran importància per al transport. Avui dia s'utilitza per a la generació d'electricitat; juntament amb el Canale Industriale, amb el qual està connectat, fan funcionar diverses centrals hidro i termoelèctriques que cobreixen aproximadament el 30% de les necessitats energètiques de la Llombardia. Pel que fa al regadiu, el riu alimenta, entre d'altres, el Canale Regina Elena, a la banda piemontesa, i el Canale Villoresi, a la part llombarda. Un altre canal que, malgrat les seves reduïdes dimensions, va ser important econòmicament per a la part més nord-occidental de la Llombardia, coneguda com a Alto Milanese, és al Gora Molinara que, com el seu nom indica, accionava diversos molins al llarg del seu curs.

## Història
A partir de l'edat del bronze, la vall del Ticino fou bressol d'una important civilització anomenada cultura de Golasecca. Més tard, el riu feu de frontera entre els ínsubres i els seus veïns libiquis i levis. Com que era una barrera defensiva natural contra les invasions d'Itàlia, a la rodalia es van lliurar diverses batalles. La més antiga quan els gals van envair la regió i van derrotar els etrusques; però la més important és la batalla del Ticino que van lliurar Aníbal i Escipió el 218 aC, el lloc exacte de la qual no es pot determinar, però es creu que fou a la riba oest, prop del Padus o Po, i doncs segurament prop de la ciutat de Ticinum (Pavia); Livi esmenta el lloc amb el nom de Victumvii del que no es té cap referència. La batalla la descriu Polibi d'una manera poc clara. Els romans foren derrotats i Escipió es va retirar per un pont del Padus després de deixar sis-cents homes per destruir el pont del Ticino, homes que foren fets presoners. Més tard encara s'hi van lliurar dues batalles més: la primera l'any 270, en què els alamans que envaïen Itàlia foren derrotats per l'emperador Lluci Domici Aurelià; i l'altra el 352 entre els emperadors Magnenci i Constanci II.
El 1848, el Ticino fou l'escenari dels primers moviments del Regne de Sardenya-Piemont contra Àustria, que fou l'inici de la Primera Guerra d'Independència Italiana.
El 2002, la vall del Ticino fou declarada Reserva de la Biosfera dins del programa Man and Biosphere de la UNESCO i, per tant, forma part del Patrimoni de la Humanitat que cal preservar.